# Michael Pfahler
Michael Pfahler (* 29. November 1965 in Pirmasens) ist ein ehemaliger deutscher Fußballspieler und heutiger -trainer.

## Karriere

### Als Spieler
In der Jugendzeit war Pfahler für die pfälzischen Vereine SV Bad Dürkheim, Rot-Weiß Seebach und 1. FC Kaiserslautern aktiv. 1983 wechselte er ins Saarland zum Oberligisten FC Homburg, wo er zunächst einen Einsatz für die erste Mannschaft bestritt. 1984 stieg die Mannschaft in die 2. Bundesliga auf, und seine Einsatzzeiten mehrten sich. 1986 ging der gelernte Bürokaufmann zu Eintracht Trier und damit zurück in die Oberliga Südwest. Mit Trier wurde er im ersten Jahr Meister und 1987/88 Zweiter, der Aufstieg wurde aber nicht erreicht. Dafür wurde er mit dem Verein Deutscher Amateurmeister durch einen Finalsieg über den VfB Oldenburg im Freiburger Möslestadion. Der Partie wohnte auch der Präsident des Zweitligisten SC Freiburg bei, der Pfahler daraufhin wenige Tage später verpflichtete. In der Folge etablierte sich Pfahler im linken Mittelfeld der Breisgauer, bevor er sich bei einem Zusammenprall mit dem Saarbrücker Torhüter Alfred Wahlen im Dezember 1991 einen Schien- und Wadenbeinbruch zuzog. Erst 14 Monate später konnte Pfahler gegen den Chemnitzer FC sein Comeback geben und kam bis Saisonende auf elf Einsätze, als dem SCF unter Trainer Volker Finke erstmals der Aufstieg in die 1. Bundesliga glückte. Für die Mannschaft aus dem Breisgau spielte er fünf Jahre und kam auf 116 Ligaspiele (9 Tore). 1993/94 war er noch für die SpVgg Unterhaching in der Oberliga Bayern aktiv und beendete danach seine höherklassige Karriere. 1994 wurde er als Neuzugang beim Freiburger FC vorgestellt die in der Verbandsliga Südbaden spielten.
Insgesamt bestritt Michael Pfahler 144 Zweitligaspiele (9 Tore).

### Als Trainer
Als Trainer betreute er bisher die Badener Amateurklubs SF Elzach-Yach, FC Bötzingen (Aufstieg in die Verbandsliga 2006), SV Blau-Weiß Waltershofen (insgesamt dreimal; größter Erfolg: Aufstieg in die Bezirksliga 2004) und ist seit Januar 2011 Coach des FC Emmendingen. Die Saison 2010/11 beendete der FCE auf dem zweiten Platz der Landesliga Südbaden. Die darauf folgenden Relegationsspiele um den Aufstieg bestritt die Mannschaft erfolgreich – sie trat somit 2011/12 in der Verbandsliga Südbaden an. Allerdings stieg Pfahler mit dem FCE gleich wieder in die Landesliga ab.

## Privates
Pfahler lebt in Freiburg, ist verheiratet und hat zwei Kinder. Er übt hauptberuflich eine Tätigkeit in der Versicherungsbranche aus.